# Ville Laihiala
Ville Laihiala (Oulu, 13 giugno 1973) è un cantante e chitarrista finlandese.

## Biografia
È l'attuale cantante/chitarrista degli S-Tool ed è stato il cantante e chitarrista del gruppo gothic metal finlandese Poisonblack. È anche stato il frontman dei Sentenced dal 1996, quando ha sostituito il cantante Taneli Jarva, fino al momento in cui il gruppo si è sciolto (2005).